# Peblephaeus ishigakianus
Peblephaeus ishigakianus là một loài bọ cánh cứng trong họ Cerambycidae.